# Сграда на медико-дентален център „Дентапрайм“
Сградата на медико-дентален център „Дентапрайм“ е най-голямата сграда с форма на буква в света, официално вписана в Книгата на „Гинес“. Намира се в близост до Университетската ботаническа градина в българския град Варна.

## Проектиране
Проектирането на сградата продължава 4 месеца, а строителните работи се извършват в рамките на 5 месеца до официалното откриване на клиниката на 4 април 2020 г., като тя става най-голямата частна дентална клиника в страната. Площта е 3647 кв. м, а кабинетите за стоматологично лечение са повече от 50. Без конструкцията с форма на буква сградата има формата на куб. Използвана е окачена стъклена фасада, като върху централната част е изписана буквата D, която обхваща и петте етажа. Сградата е заобиколена от градина с повече от 20 вида растителност и паркинг с повече от 60 паркоместа.

## Оборудване и услуги
Лечебното заведение разполага с общо 55 кабинета за зъболечение, специализиран кабинет и манипулационна за орална хирургия, кабинет за анестезиология и интензивно лечение и кабинет за кардиология. Капацитетът на сградата позволява лечението на повече от 10 000 пациенти годишно.

## Отличия и награди
- Сграда на годината в категорията „Социална инфраструктура“ – сгради за здравеопазване, образование и спорт (2020)[3]
- Най-голяма сграда във формата на буква според Книгата на „Гинес“ (2021).[1]